# Sfântu Gheorghe (okręg Tulcza)
Sfântu Gheorghe – wieś w Rumunii, w okręgu Tulcza, w gminie Sfântu Gheorghe. W 2011 roku liczyła 797 mieszkańców.